# ヒロ湾

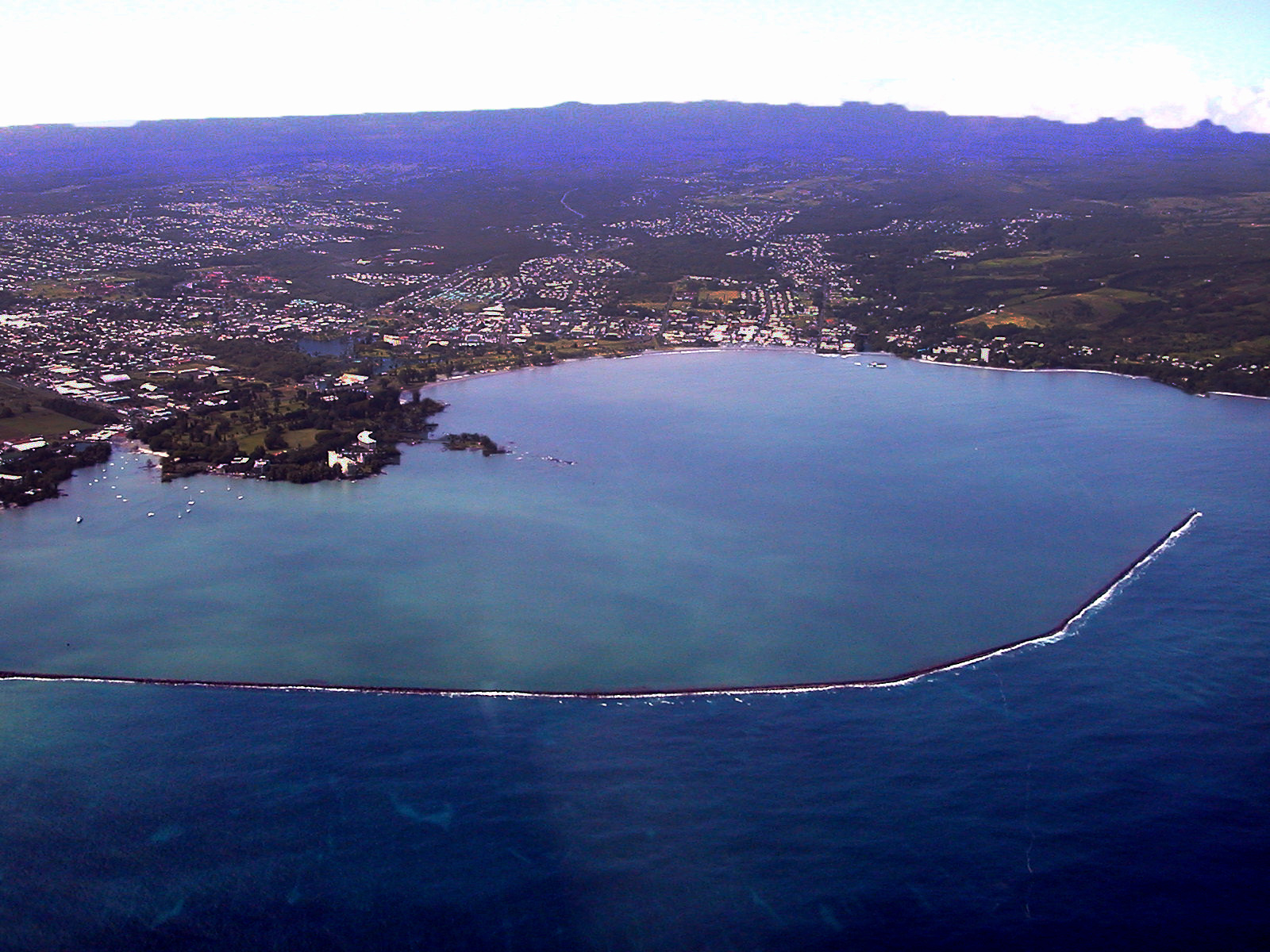
ヒロ湾の防波堤は1929年に建設された。後方にヒロの町、左側にリリウオカラニ公園とバニヤン通りがある小さな半島と、小さな島ココナツ島が見え、ヒロ港はさらに左だがこの写真では見えない。

ヒロ湾（ヒロわん、英語: Hilo Bay）はアメリカ合衆国ハワイ州ハワイ島の東海岸にある湾で、ヒロの町はこの湾に面している。

## 概要
ハワイの近代の町ヒロはヒロ湾を見下ろし、経緯度は北緯19度44分10秒 西経155度4分37秒 / 北緯19.73611度 西経155.07694度座標: 北緯19度44分10秒 西経155度4分37秒 / 北緯19.73611度 西経155.07694度である。湾の北はマウナケア山の斜面にあるハマクア地域の海岸で、湾の南はマウナロア山の斜面にあるプナ地区に属する。湾のすぐ内陸の地域はヒロ地区であり、そこは南・北ヒロに分かれている。ヒロのダウンタウンはこの湾に面しており、近くの湾の端にあるリリウオカラニ公園には、バニヤン通りが通っている。

## 歴史
ヒロ湾に面した村の古代ハワイ語の名前はワイアケアといった。英国海軍ブロンド号（HMS Blonde）のチャールズ・ロバート・マルデンによって1825年に初期調査がされた後、ジョージ・バイロン船長（第7男爵バイロン）の名を取って「バイロンズ・ベイ」と呼ばれるようになり、湾の東側にあるサンゴ礁は「ブロンド・リーフ」と呼ばれている。湾を横切る最初の防波堤は、デルバート・メッガーとの契約の下、1908年に最初に建設された。これは1911年に延長されて、1929年に完成し、ヒロ港はこの突堤に囲まれた最奥（最南部）にある。小さな島モク・オラは、現在ココナツ島と呼ばれていて、古代には癒しが行われた場所であった。

## 津波

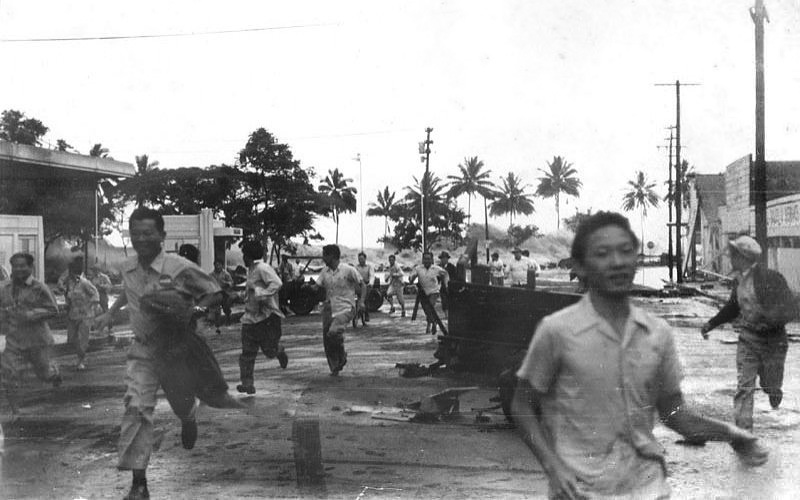
1946年津波はヒロ湾から逃れて、内陸に向かって走る人々

ヒロ湾は「アメリカの津波の首都」と呼ばれることもある。湾の地形は、チリやアリューシャン列島などの地震が活発な地域からの津波を、ヒロに引き起こしている。1946年4月1日、1946年アリューシャン地震による津波により、ヒロ湾で96人が亡くなっている。 1960年5月23日、チリで発生した1960年バルディビア地震（これまでで最も強力な地震）に起因する津波により、ヒロで61人が亡くなっている。 2010年2月27日のチリ地震の後、ヒロ湾で太平洋津波警報センター（PTWC）のサイレンが鳴り、避難指示が出されたため、怪我人はいなかった。これにより、このセンターの有効性が示された。

## 参照項目
- ヒロの観光
- ヒロ港